# 厲汝進
厲汝進（1499年—1567年），字子修，號文峯、又号禹山，直隸永平府灤州人，明朝政治人物。

## 生平
嘉靖十三年（1534年）甲午科順天鄉試第九名舉人，十七年（1538年）中式戊戌科會試第三十八名，三甲第十一名進士。授池州府推官，二十一年（1542年）十一月升吏科給事中，二十四年（1545年）五月升吏科右給事中，二十五年（1546年）四月升禮科左給事中，九月升戶科都給事中，二十六年（1547年）九月二十日，户部尚书王杲与巡仓御史艾朴被下镇抚司狱追问，厉汝进与查秉彝、徐养正、刘起宗、刘禄等则上言力救。明世宗命锦衣卫逮系厉汝进等至阙下，被廷杖八十，謫雲南亦佐縣典史，二十七年（1548年）嚴嵩再以考察為由，將厲汝進罷職。隆慶元年（1567年）起復為戶科都給事中，未至北京而卒。

## 家族
曾祖厲翱；祖父厲友諒；父厲鑑。母楊氏；繼母王氏。具慶下。兄厲汝章、厲汝成。